# Đại học Genève

Trường Đại học Genève (tiếng Pháp: Université de Genève) là một trường đại học công lập nghiên cứu tại Genève, Thụy Sĩ. Trường được thành lập bởi John Calvin vào năm 1559 như là một chủng viện thần học. Sau đó, trường chuyển sang tập trung vào chủ nghĩa Khai sáng vào thế kỷ 17. Hiện nay, trường đại học này là trường đại học lớn thứ ba ở Thụy Sĩ về số lượng sinh viên.
Năm 1873, trường từ bỏ xu hướng tôn giáo và trở thành trường chính thức không theo tôn giáo. Năm 2009, Đại học Genève tổ chức lễ kỷ niệm 450 năm thành lập của mình. Khoảng 40% số sinh viên đến từ nước ngoài.
Trường đại học theo đuổi ba nhiệm vụ chính: giảng dạy, nghiên cứu và phục vụ cộng đồng. Năm 2016, trường được xếp hạng thứ 53 trên toàn thế giới bởi Shanghai Academic Ranking of World Universities, thứ 89 theo QS World University Rankings, và thứ 131 trong bảng xếp hạng Times Higher Education World University Rankings.
UNIGE là thành viên của Liên minh các Trường Đại học Nghiên cứu Châu Âu (bao gồm các cơ sở giáo dục như Amsterdam, Barcelona, Cambridge, Heidelberg và Milan), Nhóm Coimbra và Hiệp hội Đại học Châu Âu.
Trường có đa dạng sinh viên, với sinh viên đến từ hơn 150 quốc gia. Trường cũng là nơi đào tạo của nhiều trung tâm nghiên cứu và viện nghiên cứu, bao gồm Trung tâm Chính sách An ninh Geneva, Viện Nghiên cứu Toàn cầu và Viện Y tế Toàn cầu.

## Giải Nobel
- Norman Angell (1872-1967), giải Nobel Hòa bình 1933
- Karl Gunnar Myrdal (1898-1987), giải Nobel khoa học kinh tế năm 1974
- Daniel Bovet (1907-1992), giải Nobel Y học 1957
- Niels Kaj Jerne (1911-1994), giải Nobel y học năm 1984
- Maurice Allais (1911 -), giải Nobel về Khoa học Kinh tế năm 1988
- Edmond H. Fischer (1920 -), giải Nobel Y học 1992
- Martin Rodbell (1925-1998), giải Nobel Y học 1994
- Alan Jay Heeger (1936 -), giải Nobel Hóa học 2000
- Werner Arber (1929 -), giải Nobel Y học 1978
- Kofi Annan (1938 -), giải Nobel Hòa bình 2001

## Học giả nổi bật
- Werner Arber (1929-)
- Jonathan Barnes (1942-)
- Roland Barthes (1915–1980)
- Samuel Baud-Bovy (1906–1986)
- Yves Bonnefoy (1923-)
- Raymond Boudon (1934-)
- Jacques Bouveresse (1940-)
- Bernard Bouvier (1861–1941)
- Bertrand Bouvier (1929-)
- François Bovon (1938 -)
- Michel Butor (1926-)
- Edouard Claparède (1873–1940)
- Georges Cottier (1922-)
- Victoria Curzon-Price (1942-)
- Waldemar Deonna (1880–1959)
- Alfred Dufour (1933-)
- Pascal Engel (1954-)
- Georges Favon (1843–1902)
- Théodore Flournoy (1854–1920)
- Bernard Gagnebin (1915–1998)
- Orio Giarini (1936-)
- Marcel Golay (1927-)
- Jeanne Hersch (1910–2000)
- Bärbel Inhelder (1913–1997)
- Albert Jacquard (1925-)
- Jean Kellerhals (1941-)
- Hans Kelsen (1881–1973)
- Ulrich K. Laemmli
- Jan-Erik Lane (1946-)
- Michel Léonard (1949-)
- Alain de Libera (1948-)
- Giorgio Malinverni (1941-)
- Michel Mayor (1942-)
- Franklin Mendels (1943–1988)
- Hans Morgenthau (1904–1980)
- Kevin Mulligan (1951-)
- Robert Mundell (1932-)
- Joseph Nye (1937-)
- Douglass North (1920-)
- Carlo Ossola (1946-)
- Jean Piaget (1896–1980)
- Jean Pictet (1914–2002)
- Olivier Reverdin (1913–2000)
- André Rey (1906–1965)
- Gonzague de Reynold (1880–1970)
- Georges de Rham (1903–1990)
- Anik de Ribaupierre (1946-)
- Denis de Rougemont  (1906–1985)
- Jean Rousset (1910–2002)
- Ferdinand de Saussure (1857–1913)
- Klaus Scherer (1943-)
- Klaus Schwab (1938-)
- Stanislav Smirnov (1970-)
- Jean Starobinski (1920-)
- George Steiner (1929-)
- Pierre Weiss (1952-)
- Chaim Weizmann (1874–1952)
- Éric Werner (1940-)
- Jean Ziegler (1934-)

## Sinh viên nổi bật
- Sir Norman Angell
- Kofi Annan (HEI)
- José Manuel Durão Barroso (IUEE)
- Ferdinand P. Beer
- Astrid de Belgique (IUEE)
- Manolo Blahnik
- Nicolas Bouvier
- Micheline Calmy-Rey (HEI)
- Antoine Alfred Désiré Carteret
- André Chavanne
- Henry Chrouet
- Ruth Dreifuss
- Georges Favon
- Claude Goretta
- Christian Grobet
- Afet İnan
- Joséphine-Charlotte de Belgique
- Sandra Kalniete
- Lazare Kopelmanas
- Zygmunt Krasiński
- Nora von und zu Liechtenstein (HEI)
- Henri of Luxembourg (HEI)
- Gilles Marchand
- Maria Teresa Mestre
- Alain Morisod
- Serge Moscovici
- Claude Nicollier
- Jean Pictet
- Claude Piron
- Hans-Gert Pöttering
- Darius Rochebin
- Nasser Mohammed Al-Ahmed Al-Sabah
- Emanuele Filiberto di Savoia
- Hartley Shawcross, Baron Shawcross
- Marco Solari
- Manuel Tornare
- Claude Torracinta
- Gérard Zinsstag
- Jürgen Wöhler